# Thomas Braidwood Wilson
Thomas Braidwood Wilson (Kirknewton, 1792 – Braidwood, 11 november 1843) was een chirurg en ontdekkingsreiziger. Wilson werd gedoopt op 29 april 1792 te Kirknewton in West Lothian, Schotland. Zijn ouders waren James en Catharine Wilson. In 1815 trad Wilson als chirurg toe tot de Royal Navy. Hij was een succesvol hoofdchirurg op verschillende gevangenentransporten naar New South Wales en Van Diemensland. Hij stond op hygiënische omstandigheden, het dagelijks verstrekken van limoensap en wijn en leerde de gevangenen lezen en schrijven.

## Zeereizen
Wilsons eerste reis was aan boord de Richmond waarmee hij in mei 1822 in Sydney aankwam. Hij was aan boord toen het schip later in de Torresstraat verging. Zijn volgende reizen waren aan boord van de Prince Regent in 1824 en van de Mangles in 1826. Hij huwde Jane Thompson in Durham in 1826 en hun dochter Mary werd geboren in 1827.
In 1829 was Wilson aan boord van de Governor Ready toen het schip in de Torrestraat (alweer) zonk. De bemanning besliste met drie reddingsboten naar Timor te roeien en te zeilen, een reis van meer dan 1500 kilometer. In Kupang in Timor aangekomen werden de boten verkocht.
Op 8 juni 1829 vertrok Wilson aan boord van de Amity vanuit Kupang naar de Rafflesbaai waar Fort Wellington, de tweede nederzetting aan de noordkust van Australië, was gevestigd. (De eerste was Melville-eiland die op 31 maart 1829 verlaten werd ten voordele van Fort Wellington). Aan boord waren runderen, schapen en maïs voor de koloniale nederzetting aan de Rafflesbaai. Op 31 juni kwamen ze aan in de nederzetting die onder het gezag stond van kapitein Barker. Wilson ontmoette er soldaten en gevangenen die hij nog kende van de gevangenentransporten, Aborigines die er in goede verstandhouding met de kolonisten leefden, kapitein Barker en dr. Davis. De Amity diende afgelost te worden door de Mermaid maar die bleek te zijn vergaan. De geredde scheepsbemanning was in het bezit van orders om de nederzetting op te doeken. Eind augustus werd de nederzetting verlaten en voeren de kolonisten naar de kolonie aan de rivier de Swan en naar de nederzetting aan de King George Sound. Voor mogelijke volgende kolonisten werden fruitbomen, groenten en vee achtergelaten. Het fort werd niet afgebroken maar aan "Wellington", de leider van de Aborigines toevertrouwd.
De Governor Phillips, onder het gezag van kapitein Barker en met Wilson aan boord, voer echter naar Kupang terug. Barker wilde voorraad inslaan voor de nederzetting aan de King George Sound omdat de vorige voorraden met de Mermaid vergaan waren. Onderweg probeerden ze Buckle's-eiland aan te doen maar vonden het niet en gingen ervan uit dat het niet bestond. Op 6 september kwamen ze in Kupang aan. De handelaars kregen van Kupang tot hun spijt te horen dat beide nederzettingen aan de noordkust waren opgegeven. Kapitein Barker kocht runds- en varkensvlees, zout en bloem voor de koloniale nederzetting bij King George Sound die onder zijn gezag zou komen te staan. De brik sloeg terwijl water in voor de reis. Op 12 september zette het schip zeil naar de kolonie aan de rivier de Swan.
Op 27 oktober 1829 nam Wilson deel aan een korte expeditie om de rivier de Canning te verkennen. Samen met onder meer kapitein Barker, kapitein Hobbs en kapitein Ballister vertrok hij in een walvisjager. Tijdens een excursie te voet naar de Darling Range stootte Wilson op een Aborigineskamp en hij wist de situatie die dreigde te escaleren tot bedaren te brengen. Samen met de Aborigines ging hij op zoek naar de bron van een zijarm van de Canning. Toen ze terug waren gekeerd van hun expeditie planden ze de rivier Murray te gaan verkennen. Slecht weer stak er een stokje voor en ze voeren naar Gardeneiland voor een bezoek. Daar leerde Wilson luitenant Preston kennen.
Op 19 november verlieten Wilson en Barker de kolonie aan de rivier de Swan en voeren naar nederzetting aan de King George Sound. Daar leidde Wilson een excursie landinwaarts met Kent, Gough, twee gevangenen en de Aborigines Mokare als gids. Wilson ontdekte de Denmark en Mount Hallowell. Hij verzamelde enkele plantenspecimen voor Allen Cullingham. De Wilson-inham en de Grevillea Wilsonii werden naar hem vernoemd.
Vervolgens voer Wilson langs Van Diemensland naar Sydney en bezocht er een aantal counties. Op 9 april 1830 verliet hij Sydney aan boord van de Surry om op 2 augustus in Engeland aan te komen.
In 1831 keerde Wilson reeds naar Van Diemensland en Australië aan boord van het schip John. Hij bracht verscheidene Europese planten mee en de eerste korf honingbijen die de reis vanuit Europa zou overleven.
In 1835 schreef Wilson zijn Narrative of a Voyage Round the World. Het is een verslag van zijn avonturen en beschrijft de gewoonten van de Aborigines met wie hij steeds op goede voet stond. Hij betreurde hun vatbaarheid voor Europese ziekten.

## Braidwood

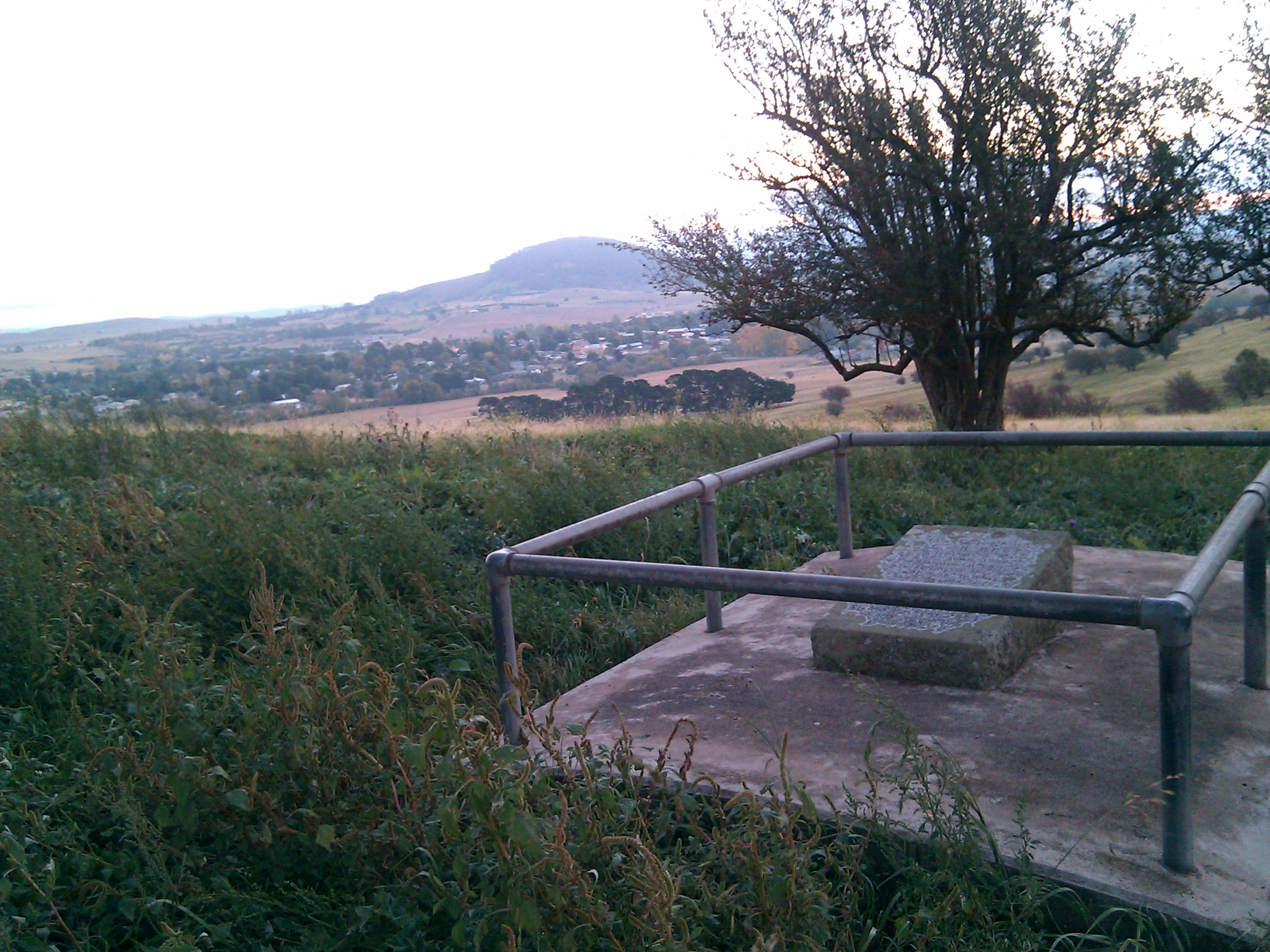
Graf van Thomas Wilson

In 1822 was Wilson grond toegezegd in Van Diemensland maar in 1826 mocht hij die ruilen voor grond in New South Wales. Hij kreeg er nog 2.024 hectare bovenop voor zijn verkenningswerk in West-Australië. Wilson kocht en pachtte nog meer grond en noemde een deel van zijn eigendom Braidwood. Hij kocht ook vee en liet alles door een manager besturen.
In 1836 nam hij zijn vrouw, dochter en zoon mee op zijn achtste reis. Het gezin vestigde zich in de Braidwood Farm nabij Braidwood (New South Wales) dat naar Wilson vernoemd werd. Hij werd magistraat, zetelde in verscheidene comités en hield zich bezig met de plaatselijke politiek. Hij bouwde in 1837-38 de eerste rechtszaal en gevangenis van Braidwood. Zijn vrouw stierf op 29 januari 1838. Wilson werd ziek tijdens de crisis begin jaren 1840 en ging failliet in oktober 1843. Hij pleegde zelfmoord op 11 november en ligt begraven op een heuvel uitkijkend over Braidwood.